# اگنش کواچ
اگنش کواچ (به مجاری: Kovács Ágnes) (زادهٔ ۱۳ ژوئیهٔ ۱۹۸۱) شناگر اهل مجارستان است.